# Comunión (canto)
La comunión (en latín: communio; en griego antiguo: κοινωνικόν, koinonikon) es un canto procesional con recitación salmódica que se interpreta durante la distribución de la Eucaristía, que es la anáfora, la parte más antigua de la Divina Liturgia o Misa. Como canto estaba conectado con el acto ritual de la comunión cristiana.

## Descripción
En la misa del rito romano de la Iglesia católica es el último de los cantos litúrgicos variables o del propio de la misa, que va seguido por el post-communio. La comunión se describe en el Ordo romanus I de principios del siglo VIII como una antífona y un salmo cantados durante la distribución de la comunión. El salmo se cantaba con los mismos tonos salmódicos que el Introito. En el siglo XII, la mayoría de las fuentes solo proporcionan la antífona, lo que indica una reducción del formato anterior que probablemente se deba a la disminución de la Comunión frecuente entre los fieles.
La comunión es única entre los elementos del Propio de la Misa por su heterogeneidad estilística. Hay comuniones silábicas cortas, por ejemplo, y otras melismáticas largas; comuniones de una calidad lírica contenida como "In splendoribus" y cantos de carácter casi dramático como "Dicit Dominus". Se ha demostrado que gran parte de esta diversidad estilística se debe a que una parte sustancial del repertorio de comuniones se comparte con antífonas del oficio (McKinnon, 1992) y responsorios. Unas diez comuniones del repertorio principal son también antífonas, y unas 30 son responsorios. Así, una comunión silábica simple como "Spiritus sanctus", que se ha calificado de "antífona", es en realidad una antífona del oficio. Un canto como "Unam petii", que manifiesta la estructura binaria y el carácter formulista de un responsorio, aparece también en las antífonas como un responsorio de maitines.
Las comuniones-antífona y las comuniones-responsorio ofrecen una valiosa visión de la cronología de la creación del ciclo de comuniones. Tienden a agruparse en puntos del ciclo litúrgico anual que muestran signos de ajustes posteriores: el Tiempo Pascual, la Semana Santa, los últimos domingos de Cuaresma, los domingos posteriores a la Epifanía, los domingos de apertura de la secuencia post-pentecostal y fechas santorales posteriores como la Purificación. Las comuniones-responsorio comparten sus peculiaridades melódicas y textuales con otras comuniones como el "Dicit Dominus", que también suelen aparecer en las mismas porciones del año eclesiástico. El intercambio de cantos con el Oficio, especialmente cuando se trata de responsorios, permite explicar otra peculiaridad musical frecuentemente citada de las comuniones: su alta incidencia de inestabilidad modal. Casi la mitad de las comuniones gregorianas que figuran en las fuentes con diferentes manerismos son comuniones-responsorio (13 de 27, según McKinnon). Si se eliminan estos cantos del cómputo, la comunión muestra aproximadamente el mismo grado de inestabilidad modal que otros géneros de la Misa propiamente dicha. La razón por la que las comuniones-responsorios son tan frecuentemente inestables desde el punto de vista modal sigue siendo objeto de especulación, pero la razón parece estar relacionada de algún modo con su entrada tardía en el repertorio romano.
Como es parte del propio de la misa y cambia en función de la festividad, los arreglos musicales más comunes para él son las misas especiales, tales como las misas de réquiem, donde el canto tiene el íncipit Lux Aeterna.
En el uso católico contemporáneo, el canto de comunión corresponde a la "Antífona de la Comunión" y es cantado o recitado en voz alta por los fieles. El texto normalmente es el de un salmo.